# Metrosideros ovata
Metrosideros ovata là một loài thực vật có hoa trong Họ Đào kim nương. Loài này được (C.T.White) J.W.Dawson mô tả khoa học đầu tiên năm 1976.